# Фридрих I (бургграф Нюрнберга)
Фридрих I фон Нюрнберг-Цоллерн (нем. Friedrich I. von Nürnberg-Zollern; до 1139 — после 1 октября 1200) — первый бургграф Нюрнберга из дома Гогенцоллернов. Был старшим сыном графа Цоллерна Фридриха II. Как граф Цоллерна носил имя Фридрих III.

## Жизнь
Приверженец дома Гогенштауфенов, был доверенным советником императоров Фридриха Барбароссы и Генриха VI.
Особое значение имеет его женитьба в 1185 году на Софии Раабс (ум. 1218) — дочери-наследнице бургграфа Нюрнберга. После того как правитель Нюрнберга умер в 1191 году, не оставив после себя наследника мужского пола, бургграфство было передано в качестве лена Фридриху императором Генрихом VI.

## Семья и дети
Жена: с ок. 1184 София фон Рабс (ум. 1218), дочь Конрада II фон Раабса, бургграфа Нюрнберга. Дети:
1. Конрад I (ок. 1186—1261), граф фон Цоллерн ок. 1200—1214/1218, бургграф Нюрнберга с 1214/1218, родоначальник франконской ветви Гогенцоллернов.
2. Фридрих II (1188—30 декабря 1255), бургграф Нюрнберга ок. 1200—1214/1218, граф фон Цоллерн (Фридрих IV) с 1214/1218, родоначальник швабской ветви Гогенцоллернов.
3. Елизавета (ум. 1255); муж: Герхард III (ум. 1244), ландграф Лёйхтенберга.